# Idaea erschoffi
Idaea erschoffi är en fjärilsart som beskrevs av Hugo Theodor Christoph 1872. Idaea erschoffi ingår i släktet Idaea och familjen mätare. Inga underarter finns listade i Catalogue of Life.